# 남원 선원사 대웅전
남원 선원사 대웅전(南原 禪院寺 大雄殿)은 대한민국 전북특별자치도 남원시 선원사에 있는 대웅전이다. 1984년 4월 1일 전북특별자치도의 문화재자료 제45호로 지정되었다.

## 개요
선원사는 만행산에 있는 절로 신라 헌강왕 원년(875) 도선국사가 세웠다고 전한다.
선조 30년(1597) 정유재란 때 불타버려 철불만 남아 있던 것을 영조 30년(1754) 약사전과 명월당을 다시 지었다고 한다. 정유재란 때 타지 않고 남은 철제여래좌상(보물 제422호)은 약사전에 모시고 있다.
지금 있는 건물들은 1960년대를 전후로 주지였던 일학이 신도계의 도움으로, 대웅전과 명월당을 헌 뒤 그 자리에 명부전을 세우고 석탑과 탑비 등을 마련하여 늘려 지은 것이다. 대웅전에는 위봉사 보광명전의 주불을 옮겨 모시고 있다.

## 현지 안내문
이 건물은 선원사의 중심 법당으로 1961년에 신도들의 도움을 받아 세웠다. 전하는 말에 따르면, 선원사는 신라 헌강왕 원년(875년)에 도선스님이 처음 세웠다고 한다. 그는 남원의 지형으로 보아 중심산인 백공산의 지세가 약한데 반해 변두리 산인 교룡산의 지세가 강하다고 했다. 그래서 도선스님은 백공산의 기운을 북돋아 주기 위해 이곳에 절을 세웠다고 한다. 이후로 사람들은 이 절이 남원의 번영과 깊은 관계가 있다고 믿어 각별히 보호하고 후원해 왔다. 이 대웅전은 조선시대 말에 지은 목조 기와건물이다.

## 같이 보기
- 선원사
- 교룡산
- 백공산

## 참고 자료
- 선원사대웅전 - 국가유산청 국가유산포털